# Мікель Гонсалес
Мікель Гонсалес Мартінес (англ. Mikel Gonzalez Martinez; нар. 24 вересня 1985, Аррасате) — іспанський футболіст, центральний захисник клубу АЕК (Ларнака).

## Життєпис
Мікель Гонсалес народився в Аррасате (Гіпускоа). Вихованець футбольної школи «Реала Сосьєдад». За основну команду Гонсалес вперше зіграв 17 вересня 2005 року в гостьовому матчі проти «Мальорки», що завершився поразкою 2-5. В тому сезоні він ще двічі виходив на поле в матчах Ла-Ліги.
Незабаром він став у своїй команді беззаперечним гравцем основи. За сезон 2009/10 він з'явився на полі в 35 іграх, а «Сосьєдад» повернувся до еліти після трирічної відсутності. За цей час він забив 1 гол у ворота «Вільярреала Б». У наступному сезоні він зіграв у 30 матчах. Однак його значущість у команді різко впала, коли клуб підписав норвезького футболіста Вадима Демидова, а також через появу вихованця власної школи Іньїго Мартінеса.
Наступного сезону Гонсалес повернувся в стартовий склад. Граючи поруч з Мартінесом, він розпочинав гру у всіх 34 матчах Ла-Ліги 2012—2013, в яких взяв участь, провівши на полі 3000 хвилин. Відзначився проти Райо Вальєкано (4–0, вдома) і Валенсії (5–2, гостьова перемога). Txuriurdin посіли четверте місце, по десятьох роках повернувшись до Ліги чемпіонів.
17 вересня 2013 року Гонсалес дебютував у Лізі чемпіонів, зігравши весь матч, коли його команда вдома поступилась донецькому Шахтарю з рахунком 0–2 в рамках групового етапу. Він ще чотири рази виходив на поле в тому турнірі, а його команда посіла останнє місце.
У квітні 2017 року, тепер вже переважно гравець запасу, Гонсалес утрьохсоте зіграв за Реал Сосьєдад. Це був його останній матч за клуб. Строк його контракту збіг у травні і його не було продовжено.

### Сарагоса
29 серпня 2017 року як вільний агент Гонсалес уклав договір на два роки з друголіговим клубом Реал Сарагоса. Свій єдиний гол за команду він забив 2 жовтня в плей-оф другого дивізіону, допомігши команді зіграти в гостях з Реал Ов'єдо внічию 2–2.
8 липня 2018 року Гонсалес розірвав свій контракт.

### АЕК Ларнака
3 липня 2018 року 32-річний Гонсалес уперше в кар'єрі вирушив за кордон і став футболістом АЕК (Ларнака), що виступав у чемпіонаті Кіпру.

## Досягнення
«Реал Сосьєдад»
- Сегунда: 2009–2010